# Recherche et sauvetage
Pour les articles homonymes, voir Search and rescue (homonymie) et SAR.
La recherche et le sauvetage (en anglais « Search And Rescue », SAR) est le vocable francophone consacré pour définir et décrire l'ensemble de l'organisation et des opérations de localisation et de secours aux personnes en situation de détresse.

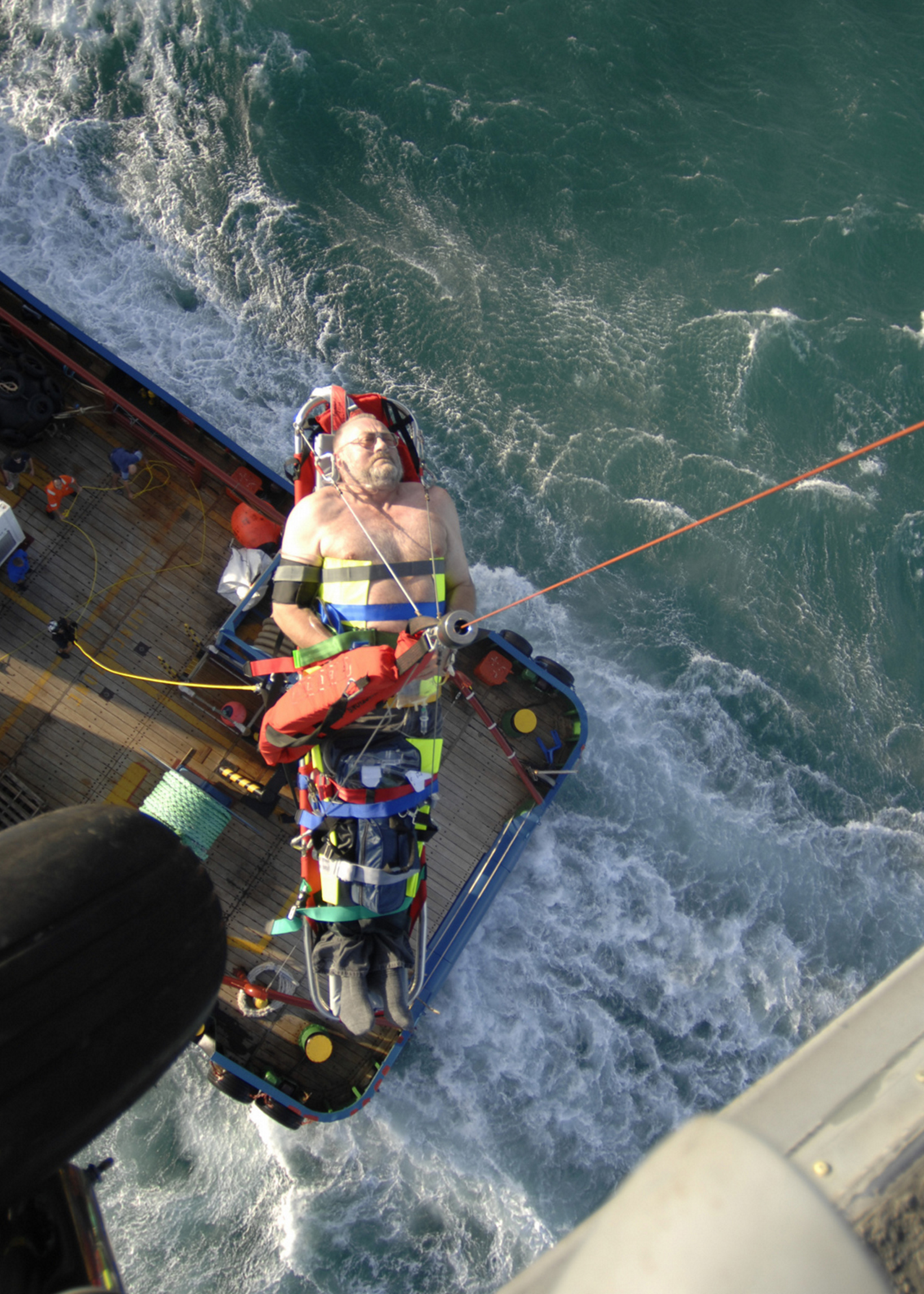
Hélitreuillage d'un blessé norvégien à bord d'un hélicoptère de la US Navy.

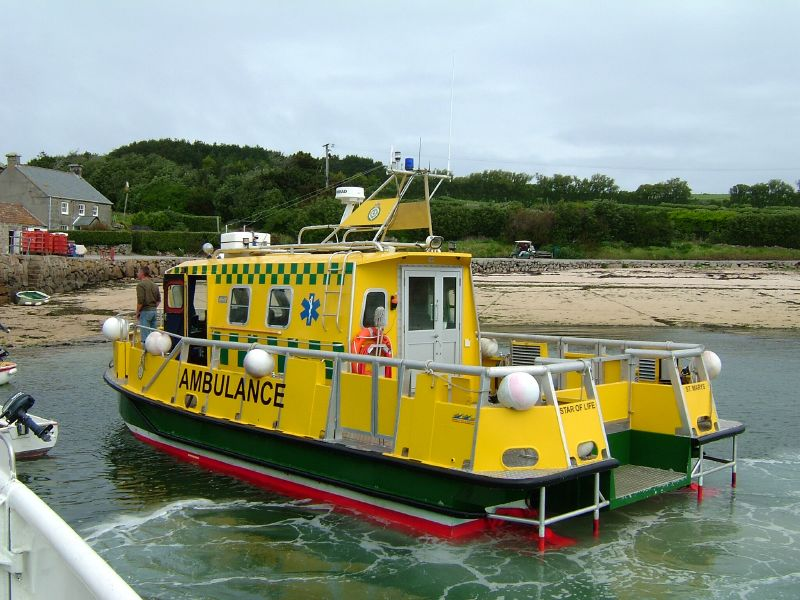
Bateau-ambulance de l'archipel des Sorlingues.

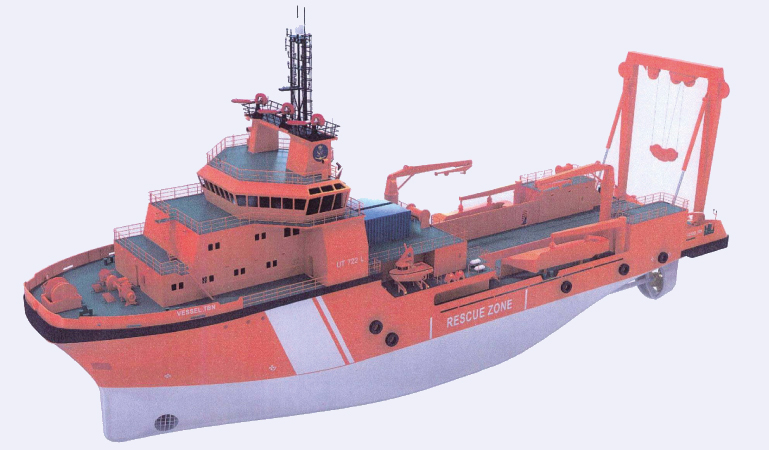
Navire de sauvetage/remorqueur/bateau-pompe de la Sociedad de Salvamento y Seguridad Marítima de Classe Don Inda.

## Objectif
La mise au point d'un plan international dans le cadre duquel, les opérations de sauvetage sur terre ou en mer, quelle que soit la position géographique, sont coordonnées par une ou plusieurs organisations SAR sans tenir compte des frontières des États.

## Fondement réglementaire
Le fondement réglementaire de l'organisation du dispositif SAR mondial, régional et national est le document des organisations internationales conjointes : Organisation de l'aviation civile internationale (OACI) et Organisation maritime internationale (OMI), deux institutions des Nations unies qui s'occupent respectivement de la sécurité dans les transports aériens et de la sécurité dans les transports maritimes. Le document de référence est le IAMSAR, Manuel international de recherche et de sauvetage aéronautiques et maritimes, appelé aussi Doc 9731-AN/958.
Les États parties à la Convention internationale de 1974 pour la sauvegarde de la vie humaine en mer (SOLAS), à la Convention internationale sur la recherche et le sauvetage maritimes ou à la Convention relative à l'aviation civile internationale s'engagent à mettre en œuvre des services et une coordination SAR aéronautiques ou maritimes.
La communauté internationale attend d'eux qu'ils s'acquittent de leurs engagements. La mise en œuvre de services SAR se fait dans le cadre des initiatives SAR de l'OACI et de l'OMI.
Ces services sont mis en œuvre par les États, signataires de conventions internationales conjointes (OMI et OACI) ou séparées, par la création et le maintien d'une organisation nationale SAR en relation avec un ou plusieurs autres États avec lesquels peuvent être prévus des accords SAR de voisinage.
Tout dispositif SAR devrait être structuré pour accomplir efficacement les fonctions fondamentales suivantes :
- recevoir les notifications de détresse, en accuser réception et les retransmettre ;
- coordonner l'intervention SAR ;
- exécuter les opérations SAR.

### Domaine maritime
Recherche et sauvetage (Search and rescue ou SAR) est une convention entrée en vigueur en 1985. Adoptée à Hambourg en 1979, sous l'égide de l'OMI, elle définit une approche internationale de la recherche et du sauvetage maritime.

#### Organisation

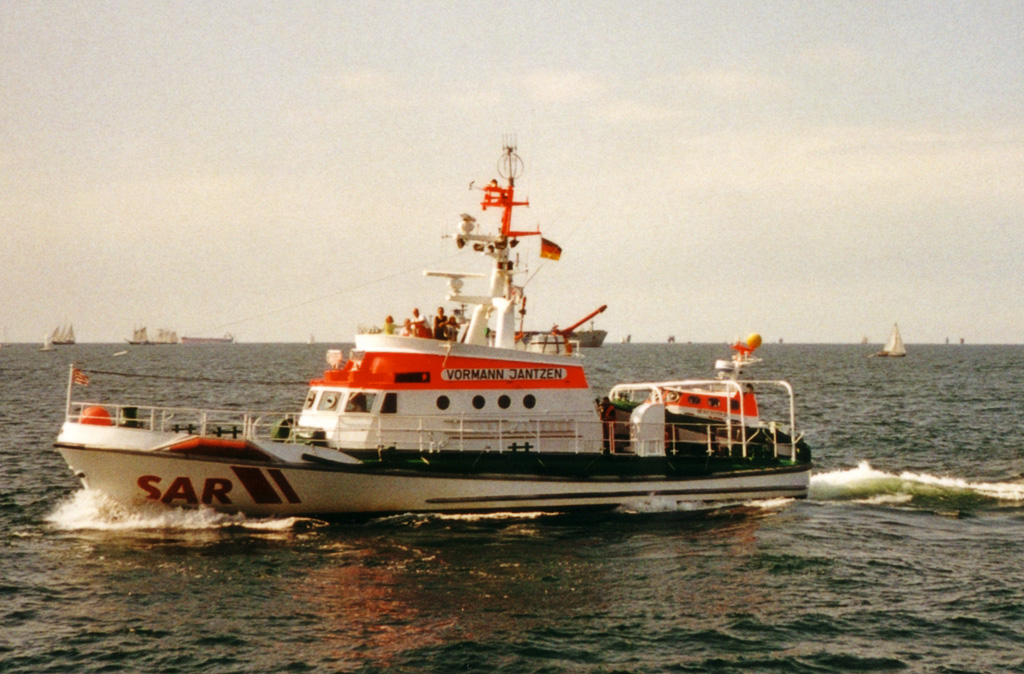
Moyen SAR.

Afin de mieux organiser les opérations de sauvetage en cas de détresse, les océans et mers de la planète ont été divisés en zones. En adhérant à la convention un État doit :
- définir une région de recherche et de sauvetage appelée zone de responsabilité SAR (SRR) ;
- mettre en place un ou plusieurs centre de coordination de sauvetage (CROSS en France) ;
- donner des moyens (vedettes, canots, personnel, etc.) à ces CROSS ;
- créer éventuellement des centres secondaires ;
- conclure des accords avec d'autres États voisins afin d'éviter le gaspillage de (moyens) ressources.

#### Antennes de repérage d'urgence

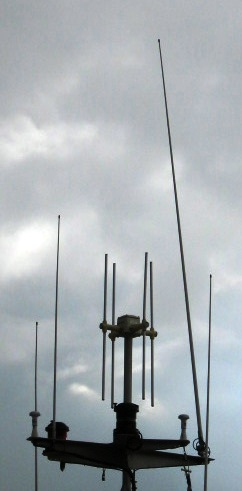
Antennes de radiocommunication et le radiophare de repérage d'urgence.

Le radiophare de repérage d'urgence (ELBA: Emergency Location Beacon Aircraft) est constitué d'un groupe de 4 antennes (alimentées électroniquement les unes après les autres pour l'Effet Doppler-Fizeau pour déterminer la direction de la station en difficulté) sur les fréquences :
- 156,8 MHz canal 16,
- 156,650 MHz canal 13,
- 156,300 MHz canal 6,
- 121,500 MHz fréquence aéronautique d’urgence.

#### Glossaire
- Alerte de détresse : Fait de signaler un incident de détresse à un organisme qui pourra prêter ou coordonner l'assistance.
- Alerte SAR inutile (UNSAR) : Message envoyé par un RCC aux autorités appropriées après que le système SAR a été inutilement mis en activité par une fausse alerte.

#### Check list SAR pour navire
- Prévenir le Commandant
- Recherche MRCC (CROSS en France) concerné par la zone
- Suivre schéma de réaction à un appel
- Prendre contact avec le navire en détresse ou MRCC (CROSS) selon schéma
- Placer la position de détresse sur la carte
- Préparer un rapport sur la situation
- Répartir les rôles à la passerelle navigation, anti collision, recherche, communication
- Renforcer veille visuelle
- Définir qui est l'OSC (On Scene Coordinator - coordinateur sur zone)
- Définir la position de référence, pattern de recherche, espacement
- Définir un canal VHF pour les communications.
- Vérifier qu'un radar est sur 3 cm (longueur d'onde)
- Préparer infirmerie et matériel mobile
- Préparer le canot de secours.

### Domaine aéronautique
- Atterrissage en détresse

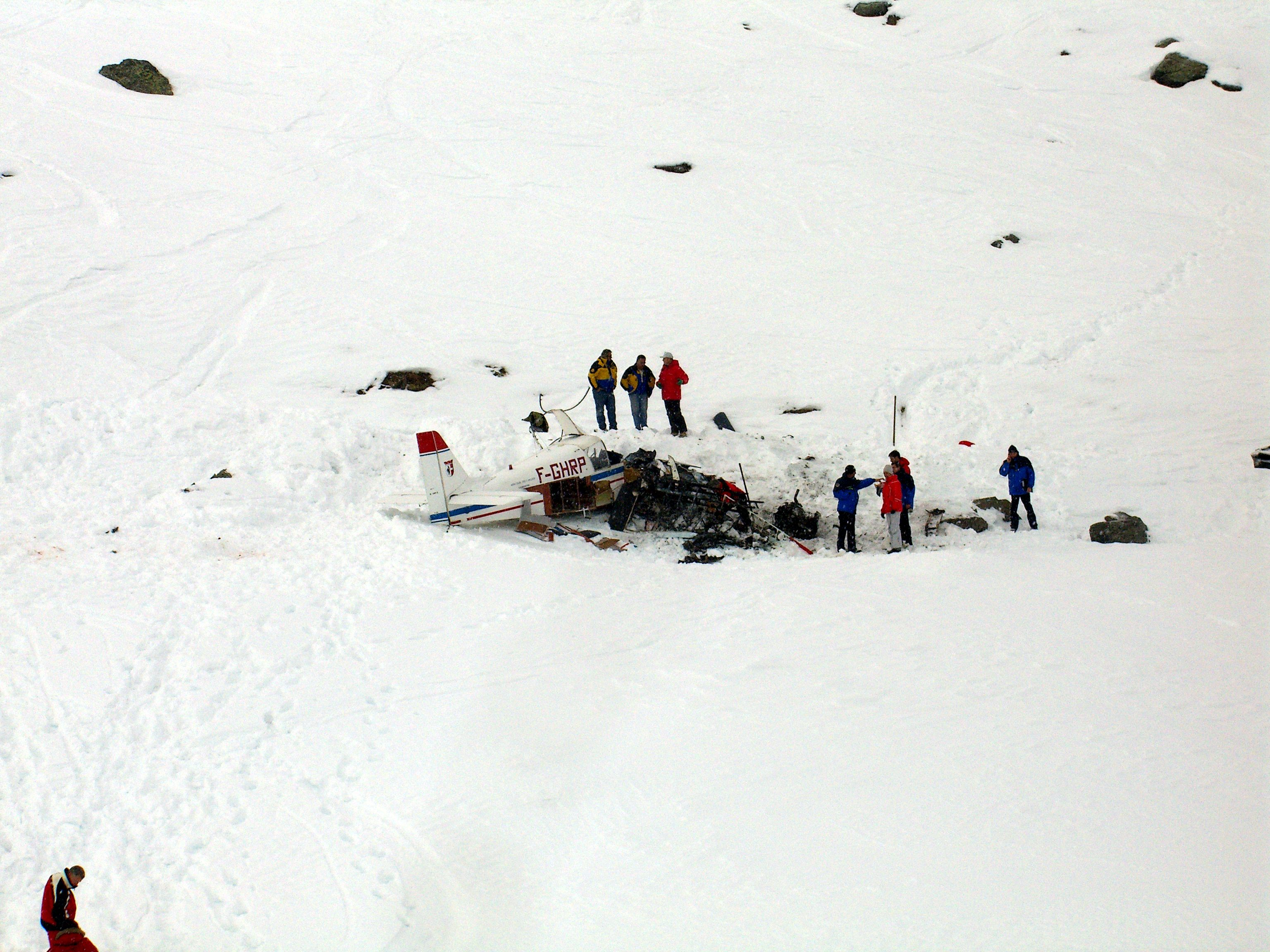
Avion s'étant écrasé dans Les Trois Vallées (proche de Val Thorens).

- Amerrissage : Situation dans laquelle un aéronef est forcé de se poser sur l'eau.
- Appel sélectif numérique automatique par MMSI, (DSC) : Technique faisant appel à des codes numériques pour permettre à une station radio d'établir le contact avec une autre station ou un groupe de stations et pour leur transmettre des informations.
- Balise personnelle de localisation (PLB) : Radiobalise personnelle de détresse pour donner l'alerte et émettre des signaux de radioralliement.
- Centre conjoint de coordination de sauvetage(JRCC) : Centre de coordination de sauvetage chargé d'incidents de recherche et de sauvetage tant aéronautiques que maritimes.
- Centre de contrôle de mission (MCC) : Partie du système Cospas-Sarsat qui reçoit les messages d'alerte venant de stations au sol locales et d'autres centres de contrôle de mission pour les diffuser aux centres de coordination de sauvetage appropriés et à d'autres points de contact de recherche et de sauvetage.
- Centre de contrôle régional (ACC) : Organisme chargé d'assurer le service du contrôle de la circulation aérienne pour les vols contrôlés dans les régions de contrôle relevant de son autorité.
- Centre de coordination de sauvetage (RCC) : Organisme chargé de veiller à l'organisation efficace du service de recherche et de sauvetage et de coordonner les opérations de recherche et de sauvetage à l'intérieur d'une région de recherche et de sauvetage.

Note : RCC peut s'appliquer à des centres aéronautiques ou maritimes, ARCC ou MRCC.

#### Amerrissage
Aéronef en détresse.
- Un aéronef en détresse survolant une zone océanique devrait, conformément aux procédures de l'OACI, informer l'autorité chargée du contrôle du trafic aérien qu'il est en détresse sur la fréquence utilisée aux fins du contrôle du trafic aérien ;
- Si un amerrissage forcé est probable, l'autorité chargée du contrôle du trafic aérien en informe immédiatement le centre de coordination de sauvetage approprié. Le centre de coordination de sauvetage avertit à son tour les navires qui sont en mesure de prêter assistance ;
- Lorsqu'ils sont alertés, les navires doivent établir, si possible, une veille à l'écoute sur la fréquence 4125 kHz. S'ils ne sont pas en mesure d'utiliser la fréquence 4125 kHz, les navires doivent établir une veille sur la fréquence 3023 kHz;
- L'aéronef essaie dans un premier temps d'établir des communications sur la fréquence 4125 kHz; s'il n'arrive pas à entrer en contact, il tente alors d'établir des communications sur la fréquence 3023 kHz.
- Si un amerrissage forcé n'est plus nécessaire, l'aéronef notifie qu'il n'y a plus de situation de détresse suivant la procédure prévue aux termes des dispositions de l'UIT/OACI.

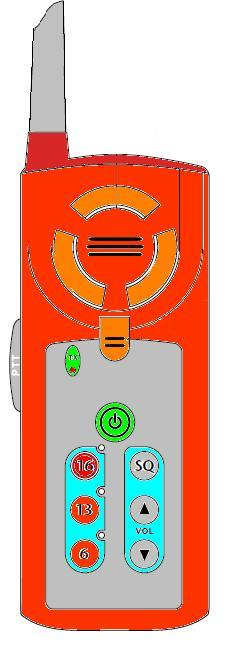
Portatif SMDSM d'opérations SAR

#### Aéronef en zone maritime
Toute station établie à bord d'un aéronef et astreinte par une réglementation nationale ou internationale à entrer en communication pour des raisons de détresse, d'urgence ou de sécurité avec des stations du service mobile maritime doit être en mesure de faire et de recevoir des émissions de la classe J3E lorsqu'elle utilise la fréquence porteuse 2 182 kHz, ou bien des émissions de la classe J3E lorsqu'elle utilise la fréquence porteuse 4 125 kHz, ou bien des émissions de la classe G3E lorsqu'elle utilise la fréquence 156,8 MHz et, à titre facultatif, la fréquence 156,300 MHz.

#### Procédure d'appel DSC
L'appel sélectif numérique automatique par MMSI, (DSC) Technique faisant appel à des codes numériques pour permettre à une station radio d'établir le contact avec une autre station ou un groupe de stations et pour leur transmettre des informations. Puis sur les stations vont sur le canal d'appel en radiotéléphonie de la même bande que l'appel sélectif numérique reçu.

#### Tableau des fréquences d’appel
| Zones SMDSM 1999                            | Fréquence d'appel en ASN | Fréquence de détresse en radiotéléphonie                                         |
| ------------------------------------------- | ------------------------ | -------------------------------------------------------------------------------- |
| Zone A1.                                    | canal 70 (156,525 MHz)   | Canal 16 (156,8 MHz) en FM.                                                      |
| Zone A2.                                    | 2187,5 kHz               | puis radiocommunication sur 2182 kHz en USB                                      |
| Zone A3.                                    | 1645,5 à 1646,5 MHz      | message Inmarsat B ou C.                                                         |
| Zone A4 et Zone A3 sans le service Inmarsat | 4207,5 kHz               | puis radiocommunication sur 4125 kHz en USB Supplémentaire à 8 414,5 kHz         |
| Zone A4 et Zone A3 sans le service Inmarsat | 6312 kHz                 | puis radiocommunication sur 6215 kHz en USB Supplémentaire à 8 414,5 kHz         |
| Zone A4 et Zone A3 sans le service Inmarsat | 8414,5 kHz               | puis radiocommunication sur 8291 kHz en USB                                      |
| Zone A4 et Zone A3 sans le service Inmarsat | 12557 kHz                | puis radiocommunication sur 12290 kHz en USB Supplémentaire à 8 414,5 kHz        |
| Zone A4 et Zone A3 sans le service Inmarsat | 16804,5 kHz              | puis radiocommunication sur 16420 kHz en USB Supplémentaire à 8 414,5 kHz        |
| Toutes Zones vers satellites                | 406 MHz à 406,1 MHz      | radiobalises de localisation de sinistre, radioralliement sur 121,500 MHz en AM. |

### Domaine terrestre

#### Recherche de victimes d'avalanche
L'appareil de recherche de victimes d'avalanche, aussi désigné par son acronyme ARVA ou DVA (Détecteur de Victimes d'Avalanches), est un appareil électronique émetteur d'un signal radio destiné à localiser son porteur si celui-ci est enfoui sous une avalanche de neige. L'appareil, qui fonctionne sur piles, dispose de deux modes : émission et réception. En situation préventive normale, il est placé en mode émission. Il émet alors en continu un signal radio à 457 kHz de faible portée (environ 80 mètres).

#### Systèmes de transmission par le sol
Système Nicola
Le Système Nicola est un système de transmission par le sol des radiocommunications en milieu souterrain, utilisé en spéléologie, en particulier pour les opérations de secours. Il a été conçu en Isère en collaboration avec le Spéléo Secours Isère.
Le Système Nicola est un système émetteur/récepteur BLU super hétérodyne. Le courant électrique dans la bande de fréquence 20-190 kHz est généré dans le sol par deux électrodes qui terminent un dipôle électrique d'une longueur comprise entre deux fois 20 mètres à deux fois 80 mètres. Une électrode est plantée sur une des parois et l'autre électrode est plantée sur la paroi opposée ou bien une électrode est plantée au sol et l'autre électrode est plantée au plafond. Cela pour profiter de la plus grande tension entre les deux électrodes. Le Système Nicola permet une liaison radio entre plusieurs postes à travers plusieurs centaines de mètres de roche calcaire. Il permet ainsi une grande simplification des opérations de secours spéléologiques en offrant un moyen de communication entre le sous-sol et la surface très simple à mettre en place.
Système Fauchez
Le système Fauchez de Jean Jacques FAUCHEZ « F6IDE » est un système de transmission par le sol des radiocommunications en milieu souterrain, utilisé en spéléologie, en particulier pour les opérations de secours.
Le système Fauchez est un système émetteur/récepteur BLU super hétérodyne. Le courant électrique dans la bande radioamateur des 1,8 MHz est généré dans le sol par une antenne dipôle d'une longueur comprise entre de deux fois 30 mètres à deux fois 80 mètres isolé du sol. Le système Fauchez permet une liaison radio entre plusieurs postes à travers plusieurs centaines de mètres de roche calcaire. Il permet ainsi une grande simplification des opérations de secours spéléologiques en offrant un moyen de communication entre le sous-sol et la surface très simple à mettre en place.

#### La recherche de radiobalise de localisation des sinistres

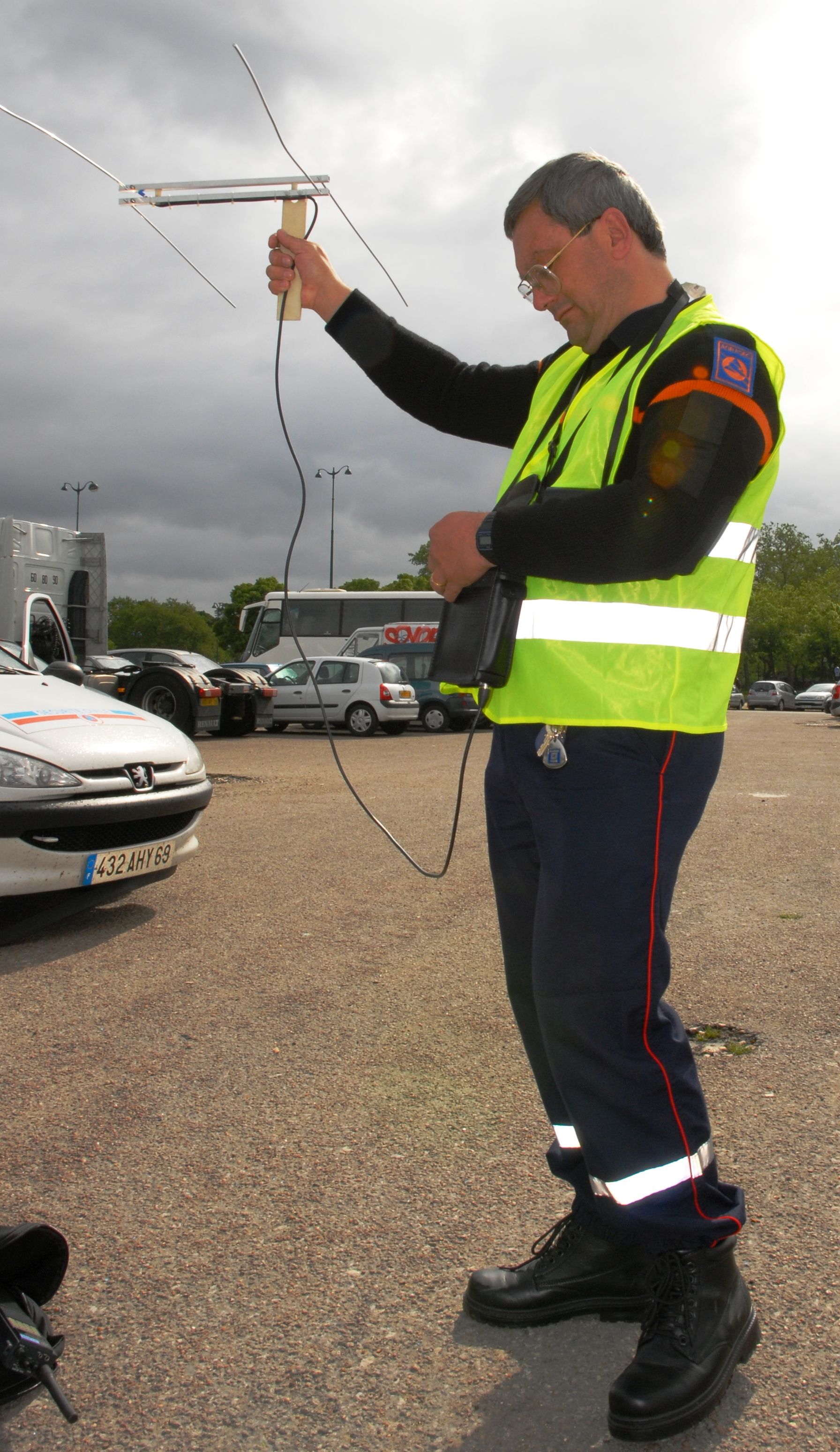
Radiogoniométrie

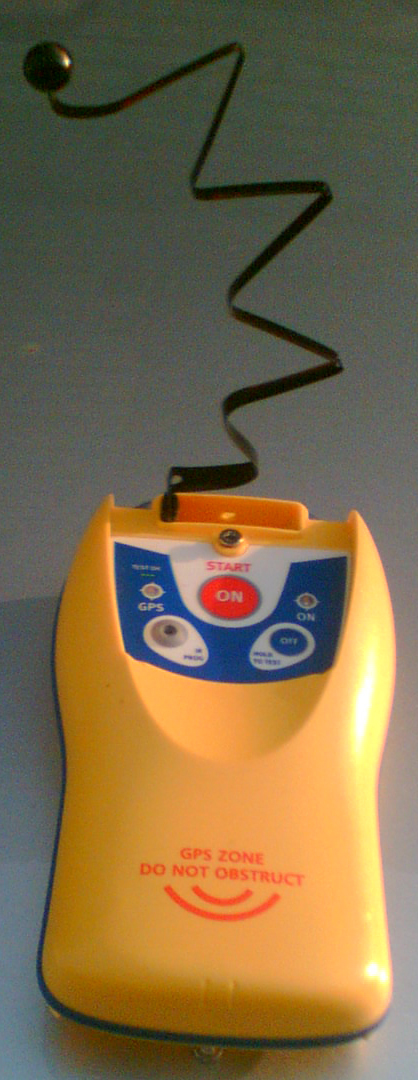
Les radiobalises de localisation des sinistres (RLS) EPIRB émettent sur 406 MHz et sur 121,500 MHz.

La recherche radiogoniométrique de radiobalise de localisation des sinistres (RLS) sur 121,500 MHz et (243 MHz militaire).
En France, au niveau départemental, l'ADRASEC : Association Départementale des Radio transmetteurs au service de la Sécurité Civile a pour mission :
- La recherche radiogoniométrique d’aéronef en détresse du plan SATER (Sauvetage Aéro-Terrestre) qui est un plan de secours mis en place au niveau départemental ayant pour objectif la recherche terrestre et la localisation précise d'aéronefs civils ou militaires en détresse et de ses occupants.
- L’établissement et l’exploitation de réseaux de transmission de secours. Plan ORSEC et annexes

#### Les radiobalises
Les radiobalises de localisation des sinistres (RLS) EPIRB émettent sur une fréquence entre 406 MHz à 406,1 MHz et sur la fréquence 121,500 MHz avec une autonomie de 100 H à +20 °C et une autonomie de 40 H à -40 °C . Ces radiobalises peuvent se mettre automatiquement en fonctionnement lorsqu’elles sont en contact avec l'eau de mer ou dès qu'elles quittent leur conteneur (présence d'un aimant faisant office de contacteur). D'autres sont prévues de se déclencher à la suite d'un choc violent (aéronautique). Elles peuvent aussi être mises en marche manuellement.
- Une radiobalise a une puissance comprise entre 3 W et 7 W sur 406 MHz à 406,1 MHz en transmission digitale codée du MMSI d'une durée de 440 ms tous les 50 s .
- Une radiobalise a une puissance comprise entre 25 mW et 350 mW sur 121,500 MHz. La Modulation d'amplitude émise sur cette fréquence correspond à un balayage de plus de 700 Hz entre 300 Hz et 1 600 Hz (et servira au radioguidage des moyens de secours, une fois ces derniers arrivés sur les lieux du sinistre).
- Sur les navires, la radiobalise de localisation de sinistre est placée dans les parties hautes du navire, dans un conteneur muni d'un largueur hydrostatique conçu pour la libérer automatiquement par détection de pression équivalente à une immersion à une profondeur de trois à quatre mètres lorsque le navire coule.
- Depuis 1er février 2009, les satellites Cospas-Sarsat ne localisent plus les émissions sur les fréquences : 121,500 MHz et 243 MHz[17].

#### Détails d'utilisation
- Les services de recherche et de sauvetage localisent les émissions sur les fréquences : 2182 kHz, 121,500 MHz, 156,8 MHz (243 MHz[18]).
- Les radiobalises de localisation des sinistres (RLS) EPIRB émettent dans la bande 406 MHz à 406,1 MHz ([11]) et sur 121,500 MHz.
- Le matériel et la fréquence militaire 243 MHz ne sont plus admis pour la navigation de plaisance.
- Les satellites Cospas-Sarsat ne localisent plus les émissions sur les fréquences : 121,500 MHz et 243 MHz[17].
- Les émissions de la bande 406 MHz à 406,1 MHz sont localisées et exploitées par les satellites NOAA et Cospas-Sarsat.
- Les radiobalises Argos transmettent les données de suivi vers les satellites NOAA Tiros sur la fréquence 401,650 MHz)

### Opérations coordonnées

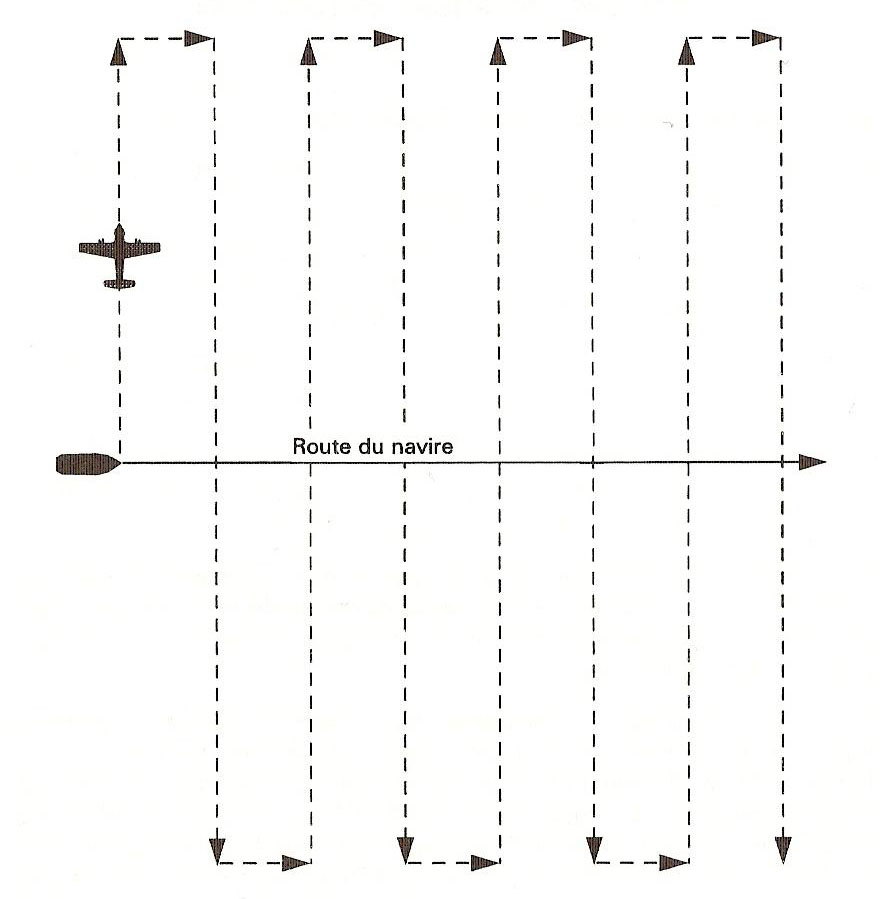
Circuit de recherche coordonné entre un aéronef et un navire pour la recherche en mer et le sauvetage.

#### Moyens radios d’interconnexions et de coordination
Moyen radiotéléphonique international disponible pour les cas d’interconnexions et de coordination engagent plusieurs nations.
| Fréquences  | Utilisations | Remarques                      |
| ----------- | --- | ------------------------------ |
| 2182 kHz    | fréquence de détresse en radiotéléphonie en USB. | en AM par émetteur de secours  |
| 3023 kHz    | fréquence d’urgence aéronautique en radiotéléphonie en USB. | interconnexion (air/mer/terre) |
| 4125 kHz    | fréquence auxiliaire à 2 182 kHz. (air/mer/terre), inter-aéronef en USB.                                                                                          | P maxi 1 kW                    |
| 5680 kHz    | fréquence d’urgence aéronautique en radiotéléphonie en USB | interconnexion (air/mer/terre) |
| 8291 kHz    | fréquence auxiliaire à 8 414,5 kHz « DOM-TOM » dans la zone A3 et A4                                                                                              | en USB.                        |
| 8 364 kHz   | Fréquence internationale d’opérations de recherche et de sauvetage coordonnées et fréquence du système antérieur de détresse en mer en radiotélégraphie Morse SOS | en USB.                        |
| 121,500 MHz | fréquence d’urgence aéronautique en vue d'un aéronef en AM. | dégagement sur 123,1 MHz       |
| 156,500 MHz | voie 10 ou canal 10 utilisé en Europe sur les lacs, les fleuves et les rivières.                                                                                  | P maxi 1 W en FM               |
| 156,8 MHz   | voie 16 ou canal 16 de détresse des ondes métriques en radiotéléphonie en FM.                                                                                     | dégagement sur 156,3 MHz       |

#### Opérations coordonnées aéronautiques
Pour les opérations coordonnées engagent plusieurs nations.
Les fréquences 3023 kHz et 5680 kHz en USB (en J3E) et 123,1 MHz en AM (en A3E) du service mobile aéronautique peuvent être utilisées pour les communications par les navires, les stations mobiles terrestres et les stations radios côtières qui participent aux opérations coordonnées de recherche et de sauvetage.
Tout navire à passager doit être pourvu des installations permettant d'émettre et de recevoir des radiocommunications sur place, aux fins de la recherche et du sauvetage, sur les fréquences aéronautiques: 121,5 MHz et 123,1 MHz.